# Kamp Alexisdorf

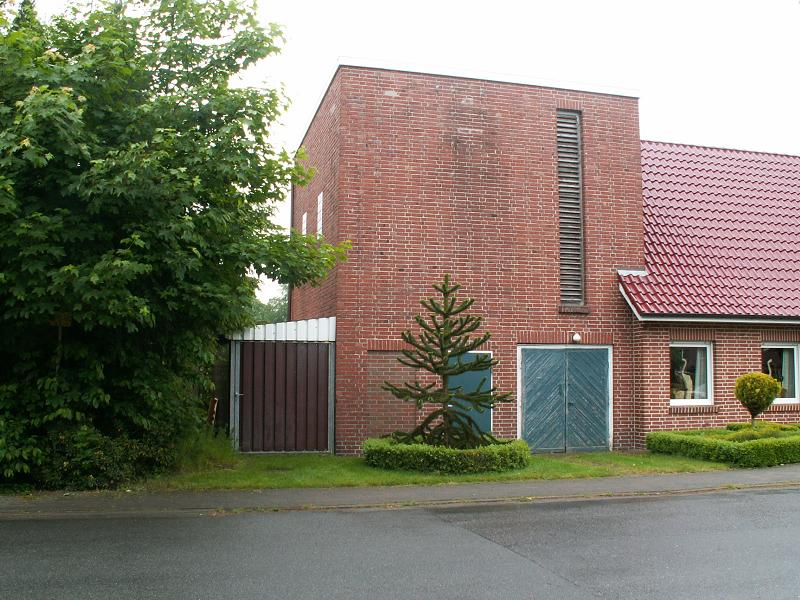
Electriciteitshuisje voormalig kamp Alexisdorf

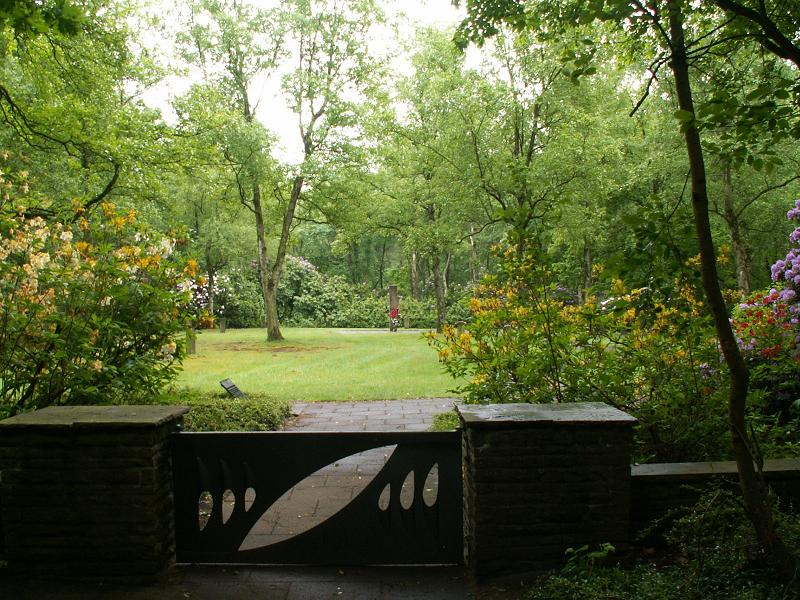
Begraafplaats Alexisdorf

Kamp Alexisdorf (Duits: Lager XV Alexisdorf) was het laatste van de vijftien Emslandlager. Lager XV was gelegen nabij het dorp Alexisdorf, ongeveer twintig kilometer ten zuiden van de Nederlandse plaats Emmen.

## Geschiedenis
Kamp Alexisdorf werd in mei 1939 als een van de acht nieuwe strafkampen in het Emsland opgericht. Al snel na het uitbreken van de oorlog werd het echter onder het toeziend oog van het Oberkommando der Wehrmacht (OKW) omgevormd tot een krijgsgevangenenkamp, voornamelijk voor gevangenen uit de Sovjet-Unie. Ook hebben er in het laatste jaar van de oorlog Joegoslaven moeten verblijven. Van 1939-1940 is geen administratie bewaard gebleven. Men vermoedt dat het kamp in die periode als doorgangskamp gebruikt werd voor Polen, Fransen en Nederlanders. Het kamp werd onderdeel van Stalag VI C Bathorn. Als Emstlandlager is het bekend als Lager XV Alexisdorf. In de officiële Duitse lijst van concentratiekampen komt Alexisdorf niet voor. Op 19 september 1941 waren er in kamp Alexisdorf 3.900 Sovjet-krijgsgevangenen ondergebracht, de hoogste bezetting tijdens de oorlog. Begin 1945 werden alle gevangenen overgeplaatst naar kamp Wietmarschen. Op 17 februari waren er nog vijfentwintig soldaten in het kamp. Men had ruimte gemaakt voor 3.000 Servische officieren. Begin maart zijn die in Alexisdorf ondergebracht, maar niet voor lange duur, veertien dagen later gingen zij te voet op reis richting Hannover.

## Omstandigheden
De krijgsgevangenen moesten onder zware omstandigheden arbeid verrichten. Het ontbrak aan de meest elementaire voorzieningen en ook aan verzorging. Het kamp is meerdere malen van de buitenwereld geïsoleerd geweest in verband met epidemieën. Bij gebrek aan voedsel aten de gevangenen gras. Veel gevangenen zijn aan ziektes overleden of verhongerd of doodgevroren. Volgens een Duitse ooggetuige zijn 150 van hen tijdens een wraakaktie van de bewakers door deze doodgeknuppeld. Terwijl zij lange afstanden te voet, soms door de sneeuw, moesten afleggen, ontbrak het veel gevangenen aan schoeisel.

## Na de oorlog
Na het einde van de oorlog werd het kamp gebruikt om vluchtelingen uit Polen en Oekraïne op te vangen. Zij waren allen lid van de Hernhutter Broedergemeenschap. Velen van hen kwamen uit het dorp Gnadenfeld. Op de plaats van het kamp ontstond een nieuwe nederzetting, Neugnadenfeld, dat inmiddels is uitgegroeid tot een redelijk dorp. Van het oude kamp is weinig meer over. Vlak bij de plaats waar het oude kamp zich bevond, is een begraafplaats gevestigd. Er rusten zeshonderd onbekende Sovjet-gevangenen. Tot het voorjaar van 1943 werden de doden begraven in Dalum. In het midden van het afgelegen kerkhof staat een obelisk met de inscriptie: "Den hier ruhenden ausländischen Kriegstoten zum Gedenken". Op een bronzen plaquette bij de ingang staat: Hier ruhen in Sammelgräbern ca. 600 Sowjetische Kriegsgefangene, deren Namen unbekannt sind. Sie starben zum grössten Teil an Unternährung und Epidemien (vertaling: Hier rusten in collectieve graven ca. 600 krijgsgevangenen uit de Sovjet-Unie, wier namen onbekend zijn. Zij stierven grotendeels aan ondervoeding en epidemieën).

## Dodental
In de vijftien Emslandlager hebben naar schatting 100.000 krijgsgevangenen en 80.000 politieke- en strafgevangenen moeten verblijven. Naar schatting zijn 30.000 van deze gevangenen in de Emslandlager vermoord. Voor het merendeel zijn dat Sovjet-krijgsgevangenen geweest. Deze liggen op negen begraafplaatsen en in massagraven begraven. Per kamp kan zowel qua inwonertal als ten aanzien van het dodental niets specifieks met zekerheid worden gezegd. Van de begraafplaatsen is voor een deel van de gevallen wel bekend hoeveel mensen er liggen en welke nationaliteit deze mensen hadden. Hoeveel van de 180.000 kamp bewoners de oorlog hebben overleefd is onbekend. Velen zijn later in andere kampen vermoord.

## Ontsnappingen
Soms moesten de gevangenen op enkele honderden meters van de Nederlandse grens werken. Regelmatig trachten de gevangenen de Nederlandse grens over te vluchten. Bij die vluchtpogingen werd er gericht op de gevangenen geschoten. Toch zijn er enige tientallen ontsnappingen gelukt. Maar Nederland stuurde de asielzoekers in de meeste gevallen terug. Vaak betekende dat alsnog de dood van de vluchteling. In enkele gevallen, die publieke aandacht trokken, werden asielzoekers niet naar Duitsland teruggestuurd, maar naar andere landen uitgewezen.